# Mária Kišonová-Hubová
Mária Kišonová-Hubová, właściwie Božena Slančíková (ur. 17 marca 1915 w Lábie, zm. 11 sierpnia 2004 w Bratysławie) – słowacka śpiewaczka operowa, ważna solistka Słowackiego Teatru Narodowego w Bratysławie, w którym pracowała w latach 1938–1978. Jako pedagog pracowała w Wyższej Szkole Sztuk Scenicznych w Bratysławie. Odtwarzała główne role w operach Giacomo Pucciniego, Wolfganga Amadeusa Mozarta, Giuseppe Verdiego oraz w repertuarze słowiańskim XX wieku. Wielokrotnie występowała także w Teatrze Narodowym w Pradze. W 1968 roku rząd Czechosłowackiej Republiki Socjalistycznej nadał jej honorowy tytuł artysty narodowego.

## Życie prywatne
Hana Meličková poślubiła słowackiego aktora Mikuláša Hubę, z którym miała syna, również aktora Martina Hubę.